# Gai Afrani Estel·lió
Gai Afrani Estel·lió (en llatí Caius Afranius Stellio) va ser un magistrat romà del segle ii aC. Formava part de la gens Afrània, una gens romana d'origen plebeu.
Va ser un dels Triumviri coloniae deducendae encarregats de la fundació d'una colònia llatina de la que no es menciona el nom, l'any 183 aC. El seu fill, que portava el mateix nom, va servir a l'exèrcit romà l'any 169 aC contra Perseu de Macedònia i va quedar de guarnició a la ciutat il·líria d'Uscana, on es va haver de rendir al rei macedoni després d'haver intentat una negociació, ell i Gai Carvili, en nom de la guarnició.